# Tim Rice-Oxley
Timothy James Rice-Oxley (Oxford, 2 de junho de 1976) é um músico britânico, compositor, multi-instrumentista que faz parte da banda Keane.

## Vida e carreira
Nasceu em 2 de Junho de 1976, filho de Margaret e Charles Patrick Rice-Oxley.
Frequentou a Tonbridge school, em Kent com seus melhores amigos naquela época, Richard Hughes e Tom Chaplin. A sua amizade com Chaplin se deveu a este ter nascido no mesmo dia do irmão de Rice-Oxley (também chamado Thomas e de apelido Tom) – o que ocasionou que suas mães se conhecessem no hospital.
Estudou piano na adolescência, mas admite que odiava as aulas por estudar nelas apenas peças de música clássica européia, que ele achava chatas. Após seus pais interromperem as aulas, ele passou a se interessar pelo instrumento e passou a estudar sozinho, proncipalmente pela enorme admiraçãoBeatles.
Mais tarde, Tim Rice-Oxley daria a Tom Chaplin aulas de piano após a escola. Em 1994, ele começou a estudar na University College London, onde Richard Hughes estudava Geografia. O amigo e guitarrista Dominic Scott sugeriu a Rice-Oxley que formassem uma banda, e ele concordou. Os dois chamaram então Richard Hughes para se juntar ao grupo na bateria.
Poe essa época,  Tim conheceu Chris Martin, que estava gravando demos naquela época com o Coldplay. Rice-Oxley foi convidado por Martin a se juntar à banda, após ouvir sua apresentação de piano num fim de semana em Virginia Falls, mas Tim Rice-Oxley recusou a fim de se concentrar em sua banda, Keane com seus amigos. Numa entrevista em 2004 ele admitiu ter ciúmes do sucesso de Martin com o Coldplay. Possívelmente ele estava brincando, porque a banda Keane ficou bastante famosa.
Em 1997, Tim convenceu Scott e Richard a deixar Tom Chaplin entrar na banda. Foi neste ano que a banda assumiu o nome "Keane" (antes, Cherry Keane). E, segundo Tom, foi a sua entrada que provocou um 'turning point' na carreira da banda, rumo ao sucesso.
Durante sua estada em Londres (desde 1998), Tim dividiu um apartamento com Tom na Stoke Newington (segundoTom, uma zona bem perigosa) e ambos tentaram ganhar algum dinheiro para os ensaios.
Quando Scott tocava guitarra, Tim assumia o papel de baixista, mas fazia os preenchimentos no teclado quando o baixo não era tão importante. Ele compôs as canções para a banda juntamente com Scott. No DVD Strangers o integrante da banda Keane comenta que o estilo de Scott era meio "Blues" e eles não gostavam daquilo. Logo eles começaram a dar preferência às composições de Tim Rice-Oxley ao invés das de Scott.
Quando Scott deixou a banda em Julho de 2001, Tim  começou a tocar piano, e abandonou sua imagem de "só um preenchimento" para se tornar a principal força de todas as canções de Keane. Ele continua a tocar baixo; todavia, então, os trechos são pré-gravados e sampleados nas apresentações ao vivo em um Powerbook da Apple.
Em 2004, ele venceu o Ivor Novello Awards de Melhor Compositor do Ano.
Em 2006, ele contribuiu na canção "Early Winter," do segundo álbum solo de Gwen Stefani, The Sweet Escape.
Rice-Oxley, junto com Jesse Quin, formaram a banda de Alt-country intitulada Mt. Desolation, em 2010. Além de Tim e Jesse, a banda é composta por mais 13 músicos, entre secundários e auxiliares. Alguns são membros das bandas Mumford & Sons, The Killers, Noah and the Whale e The Staves.

## Lista de equipamentos
- Yamaha CP70 (Piano Principal)
- Nord Lead 3 Synth (Sintetizador)
- Fender Precision (Baixo)
- Apple PowerBook G4 Titanium (para marcação do baixo)
- Apple PowerMac G5